# Felixdorf
Felixdorf – gmina targowa w Austrii, w kraju związkowym Dolna Austria, w powiecie Wiener Neustadt-Land. Liczy 4 312  mieszkańców (1 stycznia 2014).